# Ema Kapustová
Ema Kapustová (* 14. Dezember 2002 in Revúca, Banskobystrický kraj) ist eine slowakische Biathletin. Sie startet seit 2023 im Weltcup.

## Sportliche Laufbahn
Ema Kapustová gab ihr internationales Debüt bei den Jugendweltmeisterschaften 2019 in ihrem Heimatland, wo sie als bestes Ergebnis einen 21. Rang einfuhr. Neben einer weiteren Jugend-WM-Teilnahme folgte im Januar 2020 der Start bei den Olympischen Jugendspielen in Lausanne, wo die Slowakin im Sprint immerhin Achte wurde. Im Juniorcup lief sie einmal unter die besten Zehn. Im Januar 2021 gab sie schließlich ihr Debüt im IBU-Cup der Senioren, konnte dort zunächst aber trotz guter Schießergebnisse nicht wirklich überzeugen. Erfolgreich verliefen allerdings die Jugendweltmeisterschaften in Obertilliach, wo Kapustová im Einzel hinter Jeanne Richard und Lena Repinc die Bronzemedaille gewann und sich im Verfolgungsrennen von Position 30 auf 9 verbesserte. Den Winter 2021/22 bestritt sie ohne besondere Ergebnisse nahezu komplett auf Juniorenebene, Höhepunkt waren die Juniorenweltmeisterschaften, wo die Slowakin im Verfolger einen Top-10-Platz erzielte. In der Folgesaison gelangen ihr, unter anderem mit einem 16. Platz, erste Punktgewinne im IBU-Cup, zudem siegte sie im Juniorcup zusammen mit Damián Cesnek in einer Single-Mixed-Staffel und erreichte einen weiteren Podestplatz.
Erfolgreich verlief auch der Sommer 2023, da Kapustová bei den Sommerbiathlon-Juniorenweltmeisterschaften in Osrblie vor ihrem Heimpublikum in Sprint und Verfolgung die Silbermedaille gewann und sich dabei zweimal Lora Christowa geschlagen geben musste. Zu Beginn des Winters 2023/24 gab die Slowakin in Östersund ihr Debüt im Weltcup, kurz darauf erreichte sie in Hochfilzen nach Platz 56 im Sprint auch ihren ersten Verfolgungswettkampf auf dieser Ebene. Noch einmal deutlich verbessert zeigte sie sich beim Weltcup in der Lenzerheide, wo sie im Sprint Rang 41 belegte und den Verfolger dank vier fehlerfreien Schießdurchgängen als 28. beendete, womit sie erste Weltcuppunkte ergatterte. Auch in Oberhof traf Kapustová in Sprint und Verfolgung alle Scheiben und erreichte die Plätze 39 und 25. Ihre erste Medaille im Erwachsenenbereich gewann die Slowakin am 24. Januar 2024, als sie bei den Europameisterschaften in ihrem Heimatland im Einzel dank erneut fehlerfreiem Schießen mit der drittbesten Zeit ins Ziel kam. Zudem gewann sie bei Junioren-EM und -WM insgesamt drei Medaillen, wobei sie im Massenstart der Juniorenweltmeisterschaften erst im Zielsprint Julia Kink unterlag.
Im Winter 2024/25 konnte Kapustová die Vorleistungen nicht bestätigen und verpasste in den Individualrennen fast durchgehend die Top 60, einzig im Einzel der Weltmeisterschaften kam mit Platz 34 ein gutes Ergebnis zustande. Erfolg hatte sie zweifach mit der Frauenstaffel. Jeweils als Startläuferin eingesetzt, erreichte sie in Ruhpolding mit Paulína Bátovská Fialková, Anastasiya Kuzmina und Mária Remeňová Rang sieben und damit das erste Top-10-Ergebnis einer slowakischen Damenstaffel seit dem vorübergehenden Rücktritt Kuzminas 2019, und bei der WM mit den gleichen Teamkolleginnen Rang sechs, wobei die Staffel bis kurz vor dem Wechsel von Kuzmina auf Remeňová sogar auf Medaillenkurs lag.

## Persönliches
Ema Kapustová studiert Mathematik an der Matej-Bel-Universität Banská Bystrica.

## Statistiken

### Weltcupplatzierungen
Die Tabelle zeigt alle Platzierungen (je nach Austragungsjahr einschließlich Olympische Spiele und Weltmeisterschaften).
- 1.–3. Platz: Anzahl der Podiumsplatzierungen
- Top 10: Anzahl der Platzierungen unter den ersten zehn (einschließlich Podium)
- Punkteränge: Anzahl der Platzierungen innerhalb der Punkteränge (einschließlich Podium und Top 10)
- Starts: Anzahl gelaufener Rennen in der jeweiligen Disziplin
- Staffel: inklusive Mixed- und Single-Mixed-Staffeln

| Platzierung               | Einzel | Sprint | Verfolgung | Massenstart | Staffel | Gesamt |
| ------------------------- | ------ | ------ | ---------- | ----------- | ------- | ------ |
| 1. Platz                  |        |        |            |             |         |        |
| 2. Platz                  |        |        |            |             |         |        |
| 3. Platz                  |        |        |            |             |         |        |
| Top 10                    |        |        |            |             | 1       | 1      |
| Punkteränge               |        | 1      | 2          |             | 11      | 14     |
| Starts                    | 2      | 8      | 3          |             | 11      | 24     |
| Stand: Saisonende 2024/25 |        |        |            |             |         |        |

### Weltcupwertungen
Ergebnisse bei Weltcups (Disziplinen- und Gesamtweltcup) gemäß Punktesystem.
| Saison  | Einzel | Einzel | Sprint | Sprint | Verfolgung | Verfolgung | Massenstart | Massenstart | Gesamt | Gesamt |
| Saison  | Platz  | Punkte | Platz  | Punkte | Platz      | Punkte     | Platz       | Punkte      | Platz  | Punkte |
| ------- | ------ | ------ | ------ | ------ | ---------- | ---------- | ----------- | ----------- | ------ | ------ |
| 2023/24 | –      | –      | 82.    | 2      | 49.        | 29         | –           | –           | 70.    | 31     |

### Biathlon-Weltmeisterschaften
Ergebnisse bei den Weltmeisterschaften:
| Weltmeisterschaften | Weltmeisterschaften | Einzelwettbewerbe | Einzelwettbewerbe | Einzelwettbewerbe | Einzelwettbewerbe | Staffelwettbewerbe | Staffelwettbewerbe | Staffelwettbewerbe |
| Jahr                | Ort                 | Einzel            | Sprint            | Verfolgung        | Massenstart       | Damenstaffel       | Mixedstaffel       | S.-M.-Staffel      |
| ------------------- | ------------------- | ----------------- | ----------------- | ----------------- | ----------------- | ------------------ | ------------------ | ------------------ |
| 2025                | Lenzerheide         | 34.               | –                 | –                 | –                 | 6.                 | –                  | –                  |

### Jugend-/Juniorenweltmeisterschaften
Kapustová nahm bis 2021 an den Jugend-, ab 2022 an den Juniorenwettkämpfen teil.
| Weltmeisterschaften | Weltmeisterschaften | Einzelwettbewerbe | Einzelwettbewerbe | Einzelwettbewerbe | Einzelwettbewerbe | Staffelwettbewerbe | Staffelwettbewerbe |
| Jahr                | Ort                 | Einzel            | Sprint            | Verfolgung        | Massenstart 60    | Damenstaffel       | Mixedstaffel       |
| ------------------- | ------------------- | ----------------- | ----------------- | ----------------- | ----------------- | ------------------ | ------------------ |
| 2019                | Osrblie             | 84.               | 32.               | 21.               | nicht ausgetragen | –                  | nicht ausgetragen  |
| 2020                | Lenzerheide         | 25.               | 29.               | 33.               | nicht ausgetragen | 16.                | nicht ausgetragen  |
| 2021                | Obertilliach        | 3.                | 30.               | 9.                | nicht ausgetragen | 9. (Junioren)      | nicht ausgetragen  |
| 2022                | Soldier Hollow      | 15.               | 17.               | 9.                | nicht ausgetragen | –                  | nicht ausgetragen  |
| 2023                | Schtschutschinsk    | 21.               | 26.               | 18.               | nicht ausgetragen | –                  | 14.                |
| 2024                | Otepää              | 2.                | 15.               | N/A               | 2.                | 6.                 | 11.                |

### Junior-Cup-Siege
| Nr. | Datum         | Ort          | Disziplin              |
| --- | ------------- | ------------ | ---------------------- |
| 1.  | 16. Dez. 2022 | Obertilliach | Single-Mixed-Staffel 1 |